# Норманди Парк (Вашингтон)
Норманди Парк (енгл. Normandy Park) град је у америчкој савезној држави Вашингтон. По попису становништва из 2010. у њему је живело 6.335 становника.

## Демографија
Према попису становништва из 2010. у граду је живело 6.335 становника, што је 57 (0,9%) становника мање него 2000. године.
| Група             | 2000.         | 2010.         |
| Белци             | 5.695 (89,1%) | 5.279 (83,3%) |
| Афроамериканци    | 73 (1,1%)     | 51 (0,8%)     |
| Азијати           | 294 (4,6%)    | 372 (5,9%)    |
| Хиспаноамериканци | 156 (2,4%)    | 328 (5,2%)    |
| Укупно            | 6.392         | 6.335         |